# Ma Yansong

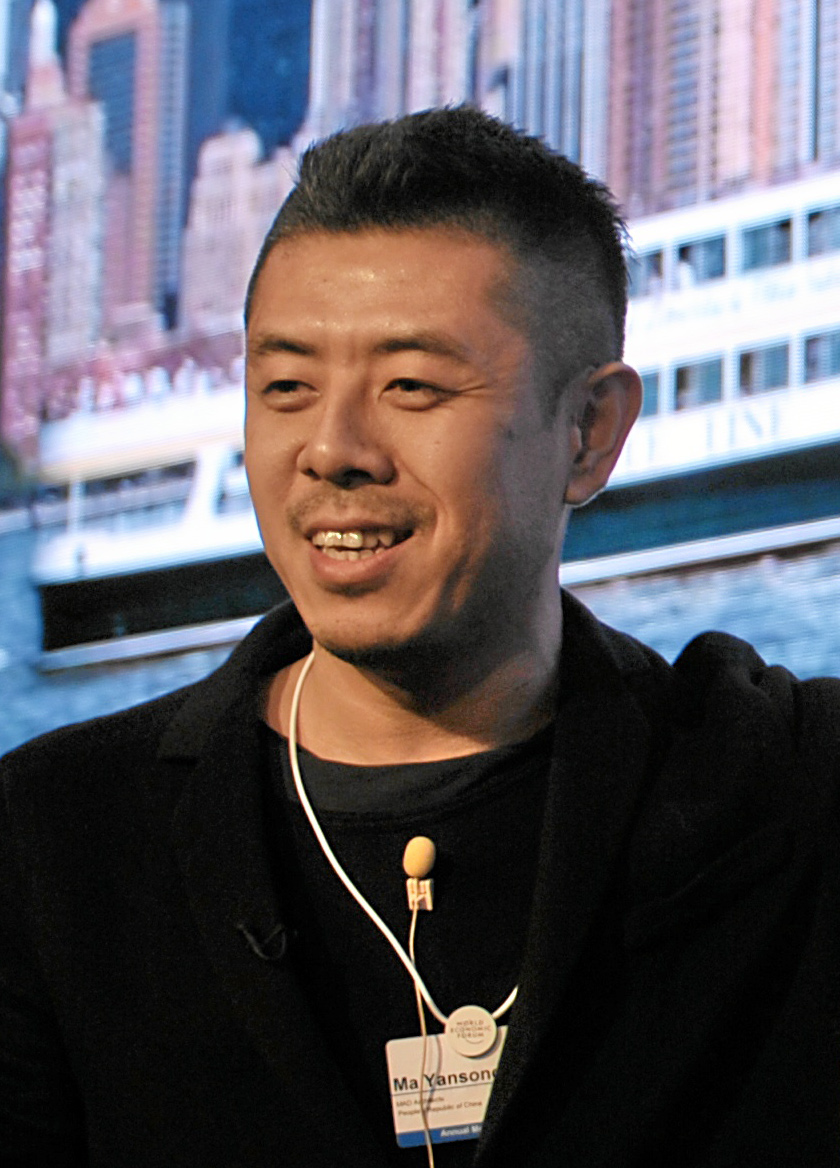
Yansong während des Weltwirtschaftsforums 2013

Ma Yansong (chinesisch 马岩松, Pinyin Mǎ Yánsōng; * 1975 in Peking) ist ein für seine futuristischen Entwürfe bekannter chinesischer Architekt, der mit
Absolute World den Emporis Skyscraper Award 2012 gewann.

## Karriere
Ma studierte in Peking und machte seinen Master an der Yale University. Anschließend arbeitete er zunächst im Londoner Büro von Zaha Hadid, gründete 2004 dann seine eigene Firma MAD in Peking. Sein erstes großes Projekt wurde 2005 das 2011 fertiggestellte Kunstmuseum von Ordos in der Inneren Mongolei.
Der "Absolute World"-Gebäudekomplex, der aus fünf Hochhäusern für Eigentumswohnungen, einem Einkaufszentrum, Restaurants und Wellnesseinrichtungen besteht wurde 2006 im kanadischen Mississauga ausgeschrieben, Ma war erst 31, als er gewann. Bejing 2050 (2006), Fake Hills (2008), Superstar: A Mobile Chinatown (2008), „Feelings Are Facts“ Ausstellung mit Olafur Eliasson (2010), der Vertu Pavillon (2011) und Chaoyang Park (2013) waren weitere Entwürfe und Ausstellungen. 2013 eröffnete das von ihm entworfene eigentümlich hufeisenförmige Hotel Sheraton Huzhou Hot Spring Resort in Huzhou.

## Preise und Ehrungen
- 2006 Samuel J. Fogelson Prize at Yale University
- 2006 Architecture League Young Architects Award.
- 2008 ICON magazine :einer der "20 most influential young architects"
- Er war 2010 der erste chinesische Architekt, der ein RIBA fellowship bekam.
- 2012 Emporis Skyscraper Award

Quelle: